# Schweizerische Chorvereinigung
Die Schweizerische Chorvereinigung (SCV; französisch Union Suisse des Chorales (USC), italienisch Unione Svizzera dei Cori (USC), rätoromanisch Uniun svizra dals cors (USC)) ist der Dachverband der kantonalen und regionalen Gesangsverbände und damit der Schweizer Chöre weltlicher Ausrichtung. Sie ist der grösste nationale Chorverband in der Schweiz und als solcher Mitglied beim Schweizer Musikrat, bei Europa Cantat und bei der International Federation for Choral Music.
Die SCV besteht in ihrer heutigen Form seit 1977, als der Eidgenössische Sängerverein mit dem Verband Schweizerischer Frauen- und Töchterchöre und dem Schweizer Verband Gemischter Chöre fusionierte. Als direkte Nachfolgeorganisation des 1842 gegründeten Eidgenössischen Sängervereins ist die SCV der älteste nationale Chorverband weltweit. Aktuell sind nach eigenen Angaben fast 1500 Chöre über die Kantonalverbände Mitglied bei der SCV, darunter über 42'000 Mitglieder in Chören aller Gattungen.

## Geschichte

### Entwicklung des Schweizer Chorwesens
Die Ursprünge des Chorgesangs auf Schweizer Gebiet findet sich im Mittelalter in den Klöstern; vor allem Einsiedeln und St. Gallen verfügten über weithin bekannte Sängerschulen. Bis ins 17. Jahrhundert wurde in Collegia musica, Kantoreien und Kurrenden der mehrstimmige Gesang privat gepflegt. 1754 gründete der Wetziker Pfarrer Johannes Schmidlin den weltweit ersten volkstümlichen Gesangsverein, dem rund 200 Männer und Frauen angehörten – gut 40 Jahre, bevor die Sing-Akademie zu Berlin als ältester noch heute aktiver Gesangverein gegründet wurde. 1764 gab Schmidlin eine Schweizerlieder-Sammlung heraus und begründete somit die volkstümliche Liedkomposition in der Schweiz. Seine Schüler Johann Heinrich Egli und Johann Jakob Walder (Wetziker Schule) führten sein Werk fort.
Als eigentlicher «Sängervater» gilt Hans Georg Nägeli, der 1805 das Zürcherische Sing-Institut mit zunächst 30 Mitgliedern gründete, dazu folgte bald ein Kinderchor und 1810 der weltweit erste Männerchor – anders als die im Vorjahr gegründete Berliner Liedertafel für alle Bürger frei zugänglich. Mit diesem trat Nägeli bereits 1811 an der Tagsatzung auf. Zeitlebens propagierte Nägeli den Volksgesang in der ganzen Deutschschweiz und im grenznahen Süddeutschland, was zahlreiche Gesangvereinsgründungen zur Folge hatte. Zu seinen Mitstreitern zählten u. a. Franz Xaver Schnyder von Wartensee, Ferdinand Huber, Johann Heinrich Tobler und Samuel Weishaupt.
Auf Weishaupts Initiative wurde im Winter 1823/1824 mit dem Appenzeller Landgesang der erste kantonal organisierte Chorverband gegründet. Dieser führte am 4. August 1825 in Speicher das weltweit erste Sängerfest durch. In den folgenden Jahren entstanden weitere Kantonalverbände in Zürich (1825), Glarus (1826), Aargau (1827), Thurgau (1828), Bern (1828) und Basel (1831). Die Bemühungen der Schweizer Pioniere Nägeli und Schnyder von Wartensee in Süddeutschland führten zu den ersten Sängerfesten in Deutschland: 1827 das Württembergische Liederfest in Plochingen und 1838 das Erste Deutsche Sängerfest in Frankfurt am Main.

### Gründung des Eidgenössischen Sängervereins
Bereits 1835 regte der Aargauer Regierungsrat Joseph Fidel Wieland die Gründung eines eidgenössischen Verbands an. Als 1842 im Vorfeld des Jahresfests des aargauischen Kantonalverbands erstmals Gastchöre aus anderen Kantonen (Basel, Bern, Luzern, Solothurn und Zürich) eingeladen wurden, ergriff Wieland zusammen mit seinem Regierungssekretär Karl Häfelin (zugleich Präsident des gastgebenden Männerchors) die Initiative und lud am Vorabend des Fests, dem 4. Juni 1842, zur Gründung des Eidgenössischen Sängervereins ein. Das Jahresfest ging als «Gründungssängerfest» in die Geschichte ein und sollte ein wichtiges Vorspiel zum ersten Eidgenössischen Sängerfest 1843 in Zürich werden.

## Vereinsorgan
1861 entstand aus dem kantonalbernischen Sängerverein das Schweizerische Sängerblatt, das ab 1879 als Schweizerische Musikzeitung und Sängerblatt verlegt wurde. 1937 wurde das Sängerblatt abgespalten, und die Schweizerische Musikzeitung wurde nun in Deutsch und Französisch (als Revue Musicale Suisse) vom Tonkünstlerverein verlegt. Das neue Eidgenössische Sängerblatt wurde seinerseits wieder eigenständig publiziert, 1977 in Schweizerische Chorzeitung und 2002 in Chorus-Magazin umbenannt. 2013 wurde die Druckausgabe eingestellt, seither ist es nur noch als E-Mail-Bulletin existent.

## Kantonale Sektionen
- Aargau: Aargauischer Kantonalgesangsverein
- Appenzell: Appenzellischer Chorverband
- Bern: Berner Kantonalgesangverband
- Basel: Chorverband beider Basel
- Freiburg: Freiburger Chorvereinigung
- Genf: Union des Chanteurs Genevois
- Glarus: Glarner Kantonalgesangsverein
- Graubünden: Bündner Kantonalgesangsverband
- Zürich: Zürcher Kantonal-Gesangverein
- Unterwalden/Uri/Luzern/Zug: Chöre Innerschweiz
- Jura: Union des Chanteurs Jurassiens
- Neuenburg: Société Cantonale des Chanteurs Neuchâtelois
- St. Gallen: St. Galler Kantonal-Gesangsverband
- Schaffhausen: Kantonaler Chorverband Schaffhausen
- Solothurn: Solothurner Kantonal-Gesangverein
- Schwyz: Schwyzer Kantonal-Chorverband
- Thurgau: Thurgauer Kantonalgesangverband
- Tessin: Federazione Ticinese Società di Canto
- Waadt: Société Cantonale des Chanteurs Vaudois
- Wallis: Verband Walliser Gesangvereine